# Бари Фъргюсън
Бари Фъргюсън (на английски: Barry Ferguson) е шотландски футболист и треньор, роден на 2 февруари 1978 г. Играл е за английския отбор „Блекпул“.

## Ранни години
Роден в Глазгоу, Фъргюсън е запален фен на „Рейнджърс“ от детството си. По-големият му брат Дерек е член на отбора на „Рейнджърс“ през 80-те и Бари е изложен на вътрешния кръг на клуба много преди официално да се присъедини към Рейнджърс.

## Клубна кариера
Фъргюсън е повикан в първия отбор за сезон 1994/95. Той прави дебюта си в последния ден от сезон 1996/97 срещу Хартс на 10 май 1997 г. Има няколко добри епизодични изяви и през следващия сезон, по време на тогавашния мениджър Уолтър Смит, като Фъргюсън по-често играе в първия отбор. Дори става титуляр през сезон 1998/99 под ръководството на новия треньор Дик Адвокаат, с който скоро подписват дългосрочен договор и играчът се превръща във важен член на мултимилионния отбор. Вкарва първия си гол в кариерата в мач за Купата срещу „Алоа Атлетик“ на 18 август 1998 г. Фъргюсън пропуска сезон 1998/99, като тогава клубът постига требъл.
Договорът на шотландеца е удължен с 6 години през октомври 1999 г. Той печели и награда за „Футболист на годината“ според Асосиацията на шотландските спортни журналисти, като оставя Джовани ван Бронкхорст след себе си.
През есента на 2000 г., Адвокаат решава да направи промени след лошото начало на сезона. Тогава Фъргюсън получава незначителни наранявания на лицето след пиянска свада в хотел след загубата с 6:2 от „Селтик“ през август 2000 година. След като по време на мача е изгонен, той прави неприлични жестове към публиката. Когато клубът отпада от Шампионската лига от Монако, най-вече заради грешка на капитана Лоренцо Аморузо, и последният е лишен от капитанската лента, тя е присъдена на 22-годишния Бари Фъргюсън. Младият Фъргюсън уверено води отбора си до спечелването на Купата на Лигата и Купата на Шотландия следващия сезон, под ръководството на Алекс Маклийш, който заменя Адвокаат през декември 2001 година. Подписва с Блекпул на 22 юли 2011 г. за неоповестена сума, като се смята, че е около 750 хил. английски лири.